# 数理・データサイエンス・AI教育強化拠点コンソーシアム
数理・データサイエンス・AI教育強化拠点コンソーシアム（すうり・データサイエンス・AIきょういくきょうかきょてんコンソーシアム、英: Consortium for Strengthening Mathematics, Data Science, and AI Education）は、日本全国の高等教育機関における数理・データサイエンスおよびAI教育の普及と強化を目的とした組織である。文部科学省の支援を受けて設立され、国際的な競争力を持つ人材の育成を目指している。

## 概要
本コンソーシアムの目的は、理系・文系を問わず、全国のすべての高等教育機関の学生が数理・データサイエンスおよびAI（人工知能）を習得できる教育体制を構築・普及することである。また、この分野でリーダーシップを発揮できる国際的に競争力のある人材、ならびに産業界で活躍できるトップクラスのエキスパート人材の育成を目指している。数理・データサイエンス・AIは、デジタル社会の基盤となる知識と技術として、あらゆる分野に不可欠である。

## 沿革
- 2017年度: 文部科学省により6つの大学（北海道大学、東京大学、滋賀大学、京都大学、大阪大学、九州大学）が拠点校として選定され、コンソーシアムが結成される。
- 2019年度: 国立大学20校が新たに協力校として加わり、全国を6つのブロック（北海道・東北、関東・首都圏、中部・東海、近畿、中国・四国、九州・沖縄）に分けて普及活動を開始。
- 2020年度: さらに協力校3校と特定分野協力校7校を追加し、公私立大学および国立高専機構も連携校として加入。
- 2022年度: 文部科学省は拠点校11校および特定分野校18校を選定し、第2期のコンソーシアム活動が始まる。

## 拠点校
文部科学省により選定された11の拠点校は、全国の高等教育機関における数理・データサイエンス・AI教育の普及を牽引する役割を担っている。これらの大学は、国際競争力のある博士課程教育の改革を行い、当該分野のリーダーシップを発揮する人材の育成を目指している。

### 拠点校一覧
1. 北海道大学（北海道ブロック代表）

2. 東北大学（東北ブロック代表）

3. 筑波大学

4. 東京大学（関東ブロック代表）

5. 東京工業大学

6. 名古屋大学（東海ブロック代表）

7. 滋賀大学

8. 京都大学（近畿ブロック代表）

9. 大阪大学

10. 広島大学（中国ブロック代表）

11. 九州大学（九州・沖縄ブロック代表）

## 特定分野校
特定分野校は、専門分野における数理・データサイエンス・AIの応用教育を推進するための教育手法や教材の開発・普及に取り組んでいる。これにより、各専門分野においても数理・データサイエンス・AI教育の展開が進められている。

### 特定分野校一覧
1. 北見工業大学（理工農学）

2. 秋田大学（理工農学）

3. 山形大学（理工農学）

4. 茨城大学（理工農学）

5. 宇都宮大学（理工農学）

6. 東京医科歯科大学（医歯薬学）

7. お茶の水女子大学（人文科学・教育学）

8. 電気通信大学（理工農学）

9. 長岡技術科学大学（理工農学）

10. 富山大学（理工農学）

11. 金沢大学（社会科学・北信越ブロック代表）

12. 静岡大学（理工農学）

13. 和歌山大学（社会科学）

14. 島根大学（理工農学）

15. 香川大学（理工農学・四国ブロック代表）

16. 九州工業大学（理工農学）

17. 鹿児島大学（理工農学）

18. 琉球大学（社会科学）

## 目的と活動内容
コンソーシアムの活動は、以下の4つの分野に焦点を当てて展開されている:
1. 数理・データサイエンス・AI教育の普及
```
  リテラシー教育および応用基礎教育の普及を目指し、全国の高等教育機関での教育プログラムの開発と普及活動を行う。また、教育強化を図るためのFD（Faculty Development）活動も推進している。
```

2. エキスパート人材の育成
```
  国際的に競争力のある人材を育成するため、先進的な教育プログラムの開発と実施を行い、トップレベルのエキスパート人材を育成する。特に、データサイエンス分野やAI技術において高度なスキルを持つ人材を養成するための特別なプログラムが設けられている。
```

3. ネットワーク形成とダイバーシティ推進
```
  高等教育機関、産業界、公共機関を結ぶ「ネットワーク オブ ネットワークス」を形成し、教育および研究の連携を強化する。また、ダイバーシティの推進を通じ、幅広い分野での人材育成を促進する。
```

4. サイバーセキュリティ分野の教育強化
```
  数理・データサイエンスおよびAIと密接に関連するサイバーセキュリティ分野の教育強化にも注力し、安全なデジタル社会の実現に貢献する。
```

## 調査研究と情報発信
コンソーシアムは、数理・データサイエンス・AI分野における教育ニーズを的確に把握し、その結果を基に活動の重点化を図るため、調査研究を実施している。また、これらの成果を広く社会に発信し、教育改革や産業界での活用に繋げる活動も行っている。

## 教育プログラム認定制度
文部科学省は、大学等の正規課程における数理・データサイエンス・AI教育プログラムの質を保証するための認定制度を設けており、コンソーシアムはこの制度と連携している。認定を受けたプログラムは、国内外で高く評価される教育水準を提供するものとして位置付けられている。

## 組織構成
コンソーシアムは、文部科学省により選定された11の拠点校、18の特定分野校、そして全国の公私立大学や高専から成る連携校で構成されている。各拠点校および協力校は、全国6つの地域ブロックに分かれ、普及活動や教育プログラムの展開を担っている。

## 事務局所在地
- 〒113-8656 東京都文京区本郷7-3-1 東京大学 数理・情報教育研究センター内
- 電話番号: 03-5841-8558
- Eメール: cerist@mi.u-tokyo.ac.jp